# Weißbartgnu
Das Weißbartgnu (Connochaetes albojubatus) ist eine Antilope aus der Gattung der Gnus, die als Grasfresser in offenen Steppen oder Baumsavannen im Norden Tansanias und im Süden von Kenia zwischen der Athi-Hochebene und dem Nairobi-Nationalpark vorkommt. Zur Abgrenzung vom westlich des östlichen Arms des Ostafrikanischen Grabens vorkommenden Serengeti-Weißbartgnu (C. mearnsi) wird es auch Östliches Weißbartgnu genannt.

## Merkmale
Das Weißbartgnu erreicht eine Kopf-Rumpf-Länge von etwa 195 Zentimeter und ein Gewicht von 179 bis 208 (Weibchen) bzw. 222 bis 271 kg (Männchen). Der Hinterfußlänge liegt bei 60 Zentimeter, die Ohren sind etwa 22 Zentimeter lang. Es hat ein hellgraues Fell das im vorderen Rumpfbereich eine dunkle Querstreifung zeigt. Die Mähne steht nicht aufrecht, wie bei den südafrikanischen Streifengnus (C. taurinus), sondern hängt schlaff herab. Der vom Unterkiefer und Hals herabhängende Bart ist weißlich bis cremefarben und mehr oder weniger mit schwarzen Haaren durchsetzt. Es kommen jedoch auch Exemplare mit komplett schwarzem Bart vor. Die Hörner sind beim Weißbartgnu nicht so weit nach unten gebogen wie beim Streifengnu und bei einem auf einer ebenen Fläche liegenden Schädel haben die Hörner einen Mindestabstand von 6 Zentimeter zum Boden. Verglichen mit dem Serengeti-Weißbartgnu ist das Östliche Weißbartgnu etwas heller gefärbt, größer, bis zu 50 kg schwerer und hat eine weitere Hornspannweite.

## Lebensraum und Lebensweise

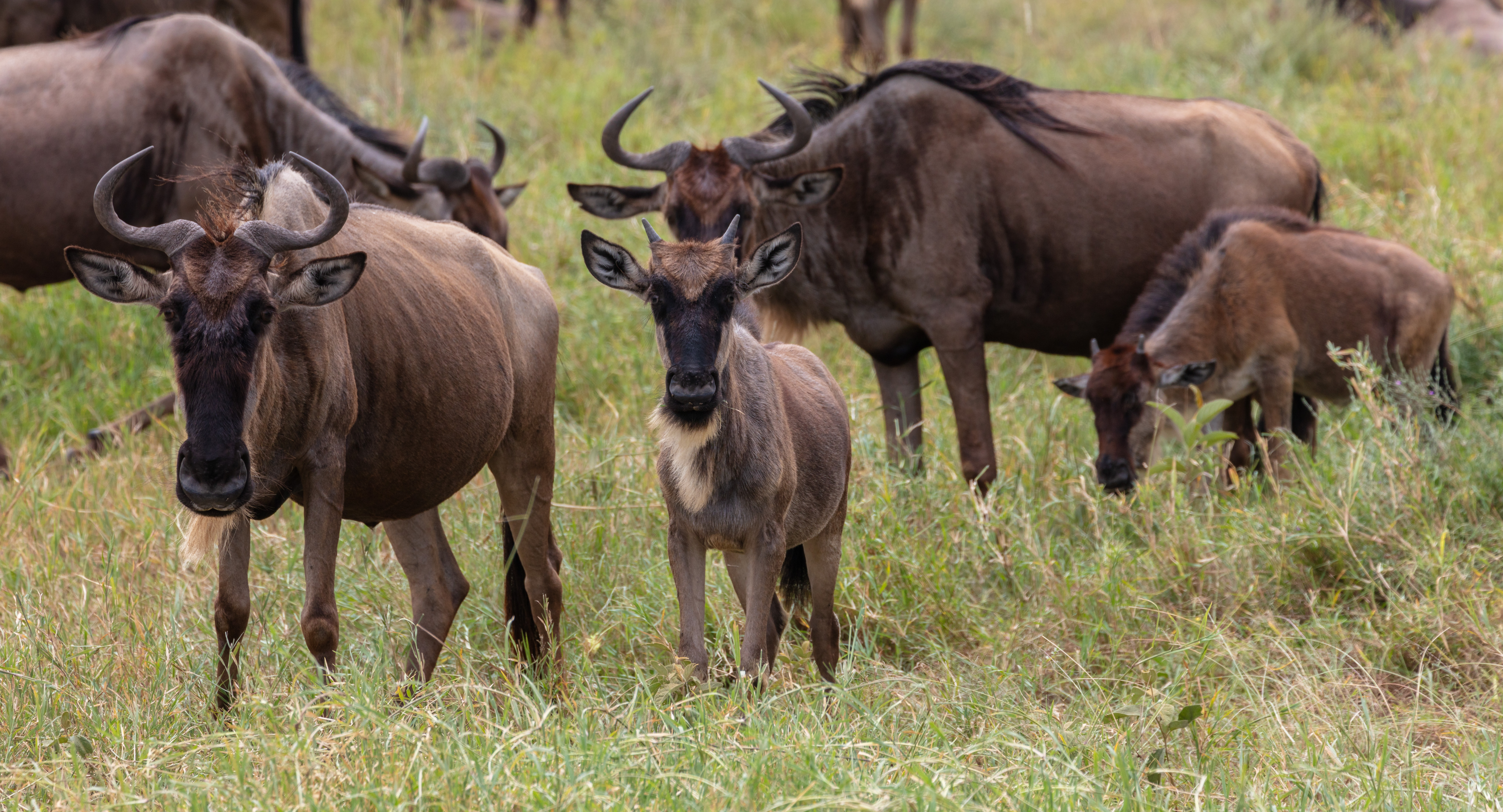
Weißbartgnus im Tarangire-Nationalpark

Das Weißbartgnu kommt in Savannen, Buschland und auf trockenem Land zwischen Sümpfen vor, im Amboseli-Nationalpark in Kenia auch auf alkalischem, saisonal überschwemmtem Grasland. Die Art kann in drei Populationen mit unterschiedlichen Wanderungen unterteilt werden. Eine Population lebt in der Trockenzeit im Nairobi-Nationalpark und wandert zur Regenzeit zu der Athi-Kapiti-Ebene, eine andere hält sich in der Trockenzeit im Amboseli-Nationalpark auf und wandert dann über die Grenze nach Tansania und verbringt die Regenzeit im Magadi-Natron-Becken im östlichen Arm des Ostafrikanischen Grabens zwischen Natronsee und Magadisee und die dritte Population lebt in der Trockenzeit im Gebiet des Tarangire-Nationalparks und des Manyara-Sees und wandert zur Regenzeit in die Simanjiro-Ebenen. Wie andere Gnus ernährt sich das Weißbartgnu vor allem von Gräsern. Gefressen wird vor allem Themeda triandra, Digitaria macroblephara und Pennisetum mezianum, im kargen Amboseli-Nationalpark ist das Hundszahngras (Cynodon dactylon) die bevorzugte Grasart. Über die Fortpflanzungsbiologie der Art ist bisher nichts Näheres bekannt.

## Systematik
Das Weißbartgnu wurde 1892 durch den englischen Zoologen Oldfield Thomas als Unterart des Streifengnus (C. taurinus) erstmals wissenschaftlich beschrieben. Bei einer Revision der Hornträger, die Colin Peter Groves und Peter Grubb im Jahr 2011 vorlegten, wurden es in den Artstatus erhoben. Kingdon und andere Autoren sehen es jedoch weiterhin als Unterart des Streifengnus an.

## Gefährdung
Das Weißbartgnu gilt als ungefährdet. Die meisten Exemplare leben im tansanischen Tarangire-Nationalpark, wo der Bestand auf etwa 24.000 Individuen geschätzt wird. Einige hundert leben im Bereich des Manyara-Sees. Etwa 8000 wandern zwischen dem Amboseli-Nationalpark in Kenia und angrenzenden Gebieten in Tansania. In Kenia wandern ca. 20.000 Tiere zwischen dem Nairobi-Nationalpark und der südöstlich davon gelegenen Athi-Hochebene. In der Umgebung des Amboseli-Nationalparks konkurrieren die Weißbartgnus mit Hausrindern um die Nahrung und am Ende der Trockenzeit sind mehr als die Hälfte der männlichen und über 80 % der weiblichen Tiere in einem schlechten Zustand.